# Mkigo
Mkigo è una circoscrizione rurale (rural ward) della Tanzania situata nel distretto rurale di Kigoma, regione di Kigoma. Conta una popolazione di 16 252 abitanti (censimento 2012).